# Johan Falk: Operation Näktergal
Johan Falk: Operation Näktergal är en svensk action-thriller från 2009 i regi av Daniel Lind Lagerlöf med Jakob Eklund i huvudrollen. Filmen släpptes på dvd den 4 november 2009 och är den åttonde filmen om Johan Falk.

## Handling
Johan Falk och hans kollegor på Gruppen för särskilda insatser har fått order att ta fast den som ligger bakom importen av unga kvinnor från öst och som tvingar dem att prostituera sig.

## Rollista
- Jakob Eklund - Johan Falk
- Henrik Norlén - Lasse Karlsson
- Joel Kinnaman - Frank Wagner
- Anja Antonowicz - Hanna
- Meliz Karlge - Sophie Nordh
- Mikael Tornving - Patrik Agrell
- André Sjöberg - Dick Jörgensen
- Stipe Erceg - Oleg
- Lars G Svensson - Lennart Jägerström
- Jacqueline Ramel - Anja Månsdottir
- Željko Santrač - Matte
- Urszula Dębska - Danuta
- Josef Harringer - Charlie
- Isidor Alcaide Backlund - Ola
- Kjell Wilhelmsen - Kenta
- Hanna Ullerstam - Ann-Louise Rojas
- Jovan Siladji - Gnistan Wedberg
- Christian Brandin - Conny Lloyd
- Anders Gustavsson - Victor Eriksen
- Anna Lenartowicz-Stępkowska - Hannas mamma
- Evalena Ljung Kjellberg - insatschef
- Pia Edlund - brottsplatstekniker
- Wiesław Figacz - präst
- Olga Figura - Janina Scyszewska